# Distoneura pastaza
Distoneura pastaza là một loài bướm đêm trong họ Geometridae.